# Courtavon
Courtavon är en kommun i departementet Haut-Rhin i regionen Grand Est (tidigare regionen Alsace) i nordöstra Frankrike. Kommunen ligger i kantonen Ferrette som tillhör arrondissementet Altkirch. År 2022 hade Courtavon 341 invånare.

## Befolkningsutveckling
Antalet invånare i kommunen Courtavon
| Referens: INSEE |